# 夏の恋人 (アルバム)
『BEST NOW　夏の恋人』（ベスト・ナウ なつのこいびと）は、日本のミュージシャンである長渕剛のベスト・アルバムである。
1981年6月5日に東芝EMI／エキスプレスよりリリースされた。
元々はカセットテープのみの企画と言う触れ込みであったが、1985年12月21日に同じ選曲による『BEST NOW 長渕剛 1978年〜1981年』がコンパクトディスクにて発売された。

## 内容
カセットテープのみの発売で、当時主流だったレコード会社の企画によるカーオーディオ向けベスト・アルバム。当時アルバムには未収録だったシングル曲やそのB面曲が収録されている。公式に発売されたものではないので、本人のホームページで紹介されてはいるが、公式なアルバムとしてはカウントされていない。

## 収録曲

### CT盤
| 全作詞・作曲: 長渕剛（特記除く）。 |                                                      |                     |                     |          |                                 |      |
| #                                  | タイトル                                             | 作詞                | 作曲・編曲          | 編曲     | 初出作品                        | 時間 |
| 1.                                 | 「夏の恋人」(作詞・作曲：長渕剛、藤岡孝章、山梨鐐平) | 長渕剛 （特記除く） | 長渕剛 （特記除く） | 瀬尾一三 | シングル「夏の恋人」            | 3:28 |
| 2.                                 | 「涙のセレナーデ」                                   | 長渕剛 （特記除く） | 長渕剛 （特記除く） | 瀬尾一三 | シングル「順子/涙のセレナーデ」 | 4:02 |
| 3.                                 | 「春待気流」                                         | 長渕剛 （特記除く） | 長渕剛 （特記除く） | 瀬尾一三 | シングル「春待気流」            | 4:26 |
| 4.                                 | 「決心」                                             | 長渕剛 （特記除く） | 長渕剛 （特記除く） | 石川鷹彦 | アルバム『乾杯』                | 3:35 |
| 5.                                 | 「クレイジー・ボーイ」                               | 長渕剛 （特記除く） | 長渕剛 （特記除く） | 瀬尾一三 | シングル「夏の恋人」            | 4:00 |
| 6.                                 | 「恋のランデブー」                                   | 長渕剛 （特記除く） | 長渕剛 （特記除く） | 石川鷹彦 | シングル「祈り」                | 3:23 |
| 7.                                 | 「俺らの家まで」                                     | 長渕剛 （特記除く） | 長渕剛 （特記除く） | 石川鷹彦 | アルバム『風は南から』          | 3:39 |
| 8.                                 | 「乾杯」                                             | 長渕剛 （特記除く） | 長渕剛 （特記除く） | 瀬尾一三 | アルバム『乾杯』                | 5:33 |
| 合計時間:                          | 合計時間:                                            | 合計時間:           | 合計時間:           | 32:06    |                                 |      |

| #         | タイトル           | 作詞      | 作曲・編曲 | 編曲     | 初出作品               | 時間 |
| --------- | ------------------ | --------- | ---------- | -------- | ---------------------- | ---- |
| 9.        | 「順子」           |           |            | 瀬尾一三 | アルバム『逆流』       | 3:05 |
| 10.       | 「ヒロイン」       |           |            | 瀬尾一三 | アルバム『乾杯』       | 3:59 |
| 11.       | 「素顔」           |           |            | 石川鷹彦 | アルバム『逆流』       | 4:15 |
| 12.       | 「祈り」           |           |            | 佐藤準   | シングル「祈り」       | 4:16 |
| 13.       | 「Da! Da! Da!」    |           |            | 長渕剛   | シングル「ヒロイン」   | 4:44 |
| 14.       | 「巡恋歌」         |           |            | 鈴木茂   | シングル「巡恋歌」     | 3:33 |
| 15.       | 「逆流」           |           |            | 瀬尾一三 | アルバム『逆流』       | 4:17 |
| 16.       | 「さようならの唄」 |           |            | 長渕剛   | アルバム『長渕剛LIVE』 | 4:39 |
| 合計時間: | 合計時間:          | 合計時間: | 合計時間:  | 32:48    |                        |      |

### CD盤
| 全作詞・作曲: 長渕剛（特記除く）。 |                                                      |                    |                    |          |                                 |      |
| #                                  | タイトル                                             | 作詞               | 作曲・編曲         | 編曲     | 初出作品                        | 時間 |
| 1.                                 | 「夏の恋人」(作詞・作曲：長渕剛、藤岡孝章、山梨鐐平) | 長渕剛（特記除く） | 長渕剛（特記除く） | 瀬尾一三 | シングル「夏の恋人」            | 3:28 |
| 2.                                 | 「涙のセレナーデ」                                   | 長渕剛（特記除く） | 長渕剛（特記除く） | 瀬尾一三 | シングル「順子/涙のセレナーデ」 | 4:02 |
| 3.                                 | 「春待気流」                                         | 長渕剛（特記除く） | 長渕剛（特記除く） | 瀬尾一三 | シングル「春待気流」            | 4:26 |
| 4.                                 | 「決心」                                             | 長渕剛（特記除く） | 長渕剛（特記除く） | 石川鷹彦 | アルバム『乾杯』                | 3:35 |
| 5.                                 | 「クレイジー・ボーイ」                               | 長渕剛（特記除く） | 長渕剛（特記除く） | 瀬尾一三 | シングル「夏の恋人」            | 4:00 |
| 6.                                 | 「恋のランデブー」                                   | 長渕剛（特記除く） | 長渕剛（特記除く） | 石川鷹彦 | シングル「祈り」                | 3:23 |
| 7.                                 | 「俺らの家まで」                                     | 長渕剛（特記除く） | 長渕剛（特記除く） | 石川鷹彦 | アルバム『風は南から』          | 3:39 |
| 8.                                 | 「乾杯」                                             | 長渕剛（特記除く） | 長渕剛（特記除く） | 瀬尾一三 | アルバム『乾杯』                | 5:33 |
| 9.                                 | 「順子」                                             | 長渕剛（特記除く） | 長渕剛（特記除く） | 瀬尾一三 | アルバム『逆流』                | 3:05 |
| 10.                                | 「ヒロイン」                                         | 長渕剛（特記除く） | 長渕剛（特記除く） | 瀬尾一三 | アルバム『乾杯』                | 3:59 |
| 11.                                | 「素顔」                                             | 長渕剛（特記除く） | 長渕剛（特記除く） | 石川鷹彦 | アルバム『逆流』                | 4:15 |
| 12.                                | 「祈り」                                             | 長渕剛（特記除く） | 長渕剛（特記除く） | 佐藤準   | シングル「祈り」                | 4:16 |
| 13.                                | 「Da! Da! Da!」                                      | 長渕剛（特記除く） | 長渕剛（特記除く） | 長渕剛   | シングル「ヒロイン」            | 4:44 |
| 14.                                | 「巡恋歌」                                           | 長渕剛（特記除く） | 長渕剛（特記除く） | 鈴木茂   | シングル「巡恋歌」              | 3:33 |
| 15.                                | 「逆流」                                             | 長渕剛（特記除く） | 長渕剛（特記除く） | 瀬尾一三 | アルバム『逆流』                | 4:17 |
| 16.                                | 「さようならの唄」                                   | 長渕剛（特記除く） | 長渕剛（特記除く） | 長渕剛   | アルバム『長渕剛LIVE』          | 4:39 |
| 合計時間:                          | 合計時間:                                            | 合計時間:          | 合計時間:          | 64:54    |                                 |      |

### 曲解説
※はアルバム初収録音源。

#### A面
1. 「夏の恋人」※
7枚目のシングル（1981年）。
2. 「涙のセレナーデ」※
シングル「順子」との両A面曲（1980年）。
3. 「春待気流」※
4枚目のシングル（1980年）。
4. 「決心」
アルバム『乾杯』（1980年）収録。
5. 「クレイジー・ボーイ」※
シングル「夏の恋人」B面。
6. 「恋のランデブー」※
シングル「祈り」B面。
7. 「俺らの家まで」
2枚目のシングル。
8. 「乾杯」
アルバム『乾杯』収録。編曲者のクレジットがミスで青木望ではなく瀬尾一三となっている。

#### B面
1. 「順子」※
5枚目のシングル（1980年）。
2. 「ヒロイン」
6枚目のシングル（1980年）。
3. 「素顔」
アルバム『逆流』（1979年）収録。
4. 「祈り」
3枚目のシングル（1979年）。
5. 「Da! Da! Da!」※
シングル「ヒロイン」B面。
6. 「巡恋歌」
ファースト・シングル（1978年）。
7. 「逆流」
アルバム『逆流』収録。
8. 「さようならの唄」
ライブ・アルバム『長渕剛LIVE』（1981年）収録。

## リリース履歴
| No. | 日付           | レーベル              | 規格 | 規格品番  | 最高順位 | 備考 |
| --- | -------------- | --------------------- | ---- | --------- | -------- | ---- |
| 1   | 1981年6月5日   | 東芝EMI／エキスプレス | CT   | ZH33-1008 | -        |      |
| 2   | 1985年12月21日 | 東芝EMI／エキスプレス | CD   | CA32-1208 | -        |      |